# Jan Bucquoy
Pour les articles homonymes, voir Bucquoy (homonymie).
Jan Bucquoy, né le 16 novembre 1945 à Harelbeke (province de Flandre-Occidentale), est un artiste post-surréaliste belge et situationniste,.
Metteur en scène de théâtre, scénariste de bande dessinée, réalisateur de cinéma et auteur de nombreux happenings, il est surtout connu pour ses interventions intrépides à la télévision, son coup d'État annuel à Bruxelles et ses musées plus ou moins durables, tel que le Musée de la femme — où des femmes nues étaient exposées — ou le Musée du slip, installé au premier étage du Dolle Mol, célèbre café libertaire de Bruxelles qu'il anima durant de nombreuses années.

## Carrière au théâtre

### Études
Il étudie la littérature à Grenoble, la philosophie à Gand, la réalisation à Bruxelles (Institut national supérieur des arts du spectacle et des techniques de diffusion) et les sciences politiques à Strasbourg, et dans la même ville à l'École supérieure d'art dramatique[réf. nécessaire].
À Strasbourg, pendant ses études, il commence ses expérimentations de théâtre avec le Laboratoire d'action populaire (LAP) dans lequel il est directeur de troupe. Il met en scène des pièces de Vsevolod Meyerhold, Bertolt Brecht, Rainer Werner Fassbinder, Erwin Piscator et Michel de Ghelderode. De ce dernier il met en scène à Narbonne : Barabbas, Christophe Colomb, Hop Signor !, Masques ostendais et Sortilèges (cette dernière en collaboration).

### France
Pendant une tournée dans le Nord de la France durant l'été 1966, il met en scène Huis clos de Jean-Paul Sartre. À Paris, il fait scandale en présentant la pièce de Rainer Werner Fassbinder Les Larmes amères de Petra von Kant avec une handicapée poussée dans une chaise[réf. nécessaire]. À Grenoble, il sympathise avec Jean-Luc Godard[réf. nécessaire] et travaille dans son studio avec les bandes magnétiques afin de rendre le cinéma plus léger dans le transport[source insuffisante]. Il expérimente avec les acteurs : théâtre en rond/théâtre en bloque, dans lequel on voit les acteurs de tous les côtés, méthodes de relaxation d'acteurs comme dans sa mise en scène de Christophe Colomb, dans laquelle les acteurs doivent expérimenter la peur de la chute à la fin du monde dans le bateau sous une forme d'hypnose. Ces expériences de théâtre lui sont utiles plus tard comme réalisateur de cinéma (direction d'acteurs).

## Carrière d'auteur de bande dessinée

### Évolution
Aux limites du réel : la série Jaunes. C'est le premier volume de la série Jaunes, Labyrinthe étant le dernier de la série de sept albums. Le Bal du rat mort fut le premier album à succès de Jan Bucquoy, édité à plusieurs reprises par les éditeurs Michel Deligne et Glénat en français et en néerlandais. L'auteur est apparenté au réalisme magique, dont Le Bal du rat mort était le premier volume dans ce style, ainsi que démontre aussi sa série de bande dessinée Daniël Jaunes avec dessins de Tito.
Un des éléments du réalisme magique est l'interconnexion du temps et de l'espace (répandue dans la science-fiction américaine : par exemple l'auteur Keith Laumer dans Imperium). Dans Aux limites du réel (le mot « Jaunes » a expressément un double sens), Daniël reçoit sa carte de membre de Rex (parti de Léon Degrelle) quarante ans après la date d'envoi tandis que Jean Lamorgue se souvient plus du temps et des endroits dans lesquels il est passé. Le protagoniste du Bal du rat mort et celui de la série Jaunes sont des inspecteurs de police qui ont une fiancée qui les attend à Bruxelles (Lisa et Margot), ils vivent avec leur mère et en même temps ils sont attirés par des femmes magiques (Amalia dans Jaunes et la fille du fakir, Myriam, dans Le Bal du rat mort).
« C'est une psychanalyse d'un personnage qui dure dix ans. À travers le désordre qu'il y a en lui, Jaunes veut mettre de l'ordre dans le monde. Les deux derniers Hôtel des thermes et Labyrinthe finissent cette psychanalyse au terme de laquelle il va renaître. Jaunes est comme le phénix. » Entretien avec l'auteur dans La Cité, 7 au 13 juillet 1988: Tito et Bucquoy rient Jaunes.
Dans Jaunes s'ajoute au thème de la psychanalyse omniprésent chez l'auteur et dans Le Bal du rat mort, le mélange des lieux et surtout des temps : « Je vous ai vu mort tué d'une balle par Desmarets » Jaunes, Éd. Glénat, p. 9.
Autre bande dessinée fantastique du même auteur et comparaison: La Nuit du Bouc, album de la série Alain Moreau dont il est le scénariste, et qui est dessinée par Marc Hernu. Le monde du fantastique prend une place importante dans l'œuvre du scénariste du Bal du rat mort. Dans La Nuit du bouc, Jan Bucquoy développe déjà le thème de la sorcellerie avec l'adoration d'un bouc. De même avec Retour au pays noir le protagoniste va à la recherche de sa vraie identité en confrontation avec son passé et les révoltes minières. Dans La Nuit du bouc, un curieux personnage nommé Stassen, qu'on appelle « vieux fou », est un chasseur de rats mais il chasse aussi les chats qu'il écorche et qu'il pend ensuite à sa porte la nuit du bouc. C'est une allusion au personnage de Myriam la prostituée dans Le Bal du rat mort, qui dit à Jean Lamorgue après une nuit d'amour : « Non, je n'aime pas les rats, je préfère les chats ! » et à la question de Lamorgue : « Vous n'avez rien remarqué ? » elle répond : « Si, les chats sont repartis en Mésopotamie... ». Ce qui veut dire que les chats ont abandonné la lutte contre les rats à Ostende.

### Œuvres majeures
Il est écrivain et auteur d'une cinquantaine de bandes dessinées : il a notamment publié la série Jaunes (citée en haut) avec Tito inspirée par Alfred Korzybski, Les Chemins de la gloire (Glénat, coll. « Vécu », 1985) avec Daniel Hulet, Une Épopée française (Glénat, 1990) avec Sels et une parodie pornographique de Tintin, qu'il n'hésite pas de présenter par le personnage du présentateur de Radio Cosmos (Claude Semal) dans une scène délirante avec Lolo Ferrari dans le film culte Camping Cosmos. Sans oublier le thriller Le Bal du rat mort (Glénat, 1986) avec J.F. Charles qui se passe entièrement à Ostende (à l'exception de quelques scènes à Bruxelles) et qui obtient le prix Saint-Michel de la meilleure bande dessinée en 1981. Son film La Vie sexuelle des Belges 1950-78 est basé sur les albums de sa série de bande dessinée Jean-Pierre Leureux (Brèves Rencontres (1987) et Tout va bien (1990), dessinés par Jean-Philippe Vidon), dans laquelle il incarne son personnage principal. En 1993, il sort La Vie sexuelle de Tintin, une parodie érotique qui lui vaut un procès pour contrefaçon dont il sort vainqueur. Des planches et des toiles de cette BD sont exposées en 2016 au Musée de l'érotisme et de la mythologie à Bruxelles.
« Il est le contraire des bons faiseurs de scénarios, des gens réconfortants qui ne commettent pas ses erreurs, mais qui ont tellement moins à dire. »
— Robert Rouyet dans Les chemins de la gloire sont couverts de boue, Le Soir, 28 janvier 1986.

### Personnages
Ses héros (par exemple Jean Lamorgue dans Le Bal du rat mort ou Raymond Lécluse dans Les Chemins de la gloire, qui proclame à la fin du premier tome : « Paris, à nous deux ! ») sont souvent inspirés par les personnages principaux d’Honoré de Balzac(comme Lucien de Rubempré, Eugène-Louis de Rastignac, etc.) avec les thèmes récurrents de la grandeur, la splendeur, avec la chute, la décadence, les illusions perdues et les misères. Par contre les personnages de ses films sont des anti-héros qui transcendent plutôt l'optimisme des protagonistes de Charles Dickens comme David Copperfield ou Oliver Twist. Son approche réaliste des personnages dans ses films et bandes dessinées est due à Georg Lukacs, auteur qu'il a appris à connaître grâce à sa lecture de Guy Debord et son interprétation du fétichisme de la marchandise.

### Liste de bandes dessinées
Voir lien externe : Bibliographie de bandes dessinées.

#### Une Aventure de Gérard Craan
- 1. Camp de réforme B[24], Éditions Michel Deligne, Bruxelles, 1982
Scénario : Jan Bucquoy - Dessin : Jacques Santi - Couleurs : quadrichromie,Préface : Jacques Attali, Postface : Luc Beyer.
- 2. Au Dolle Mol, Deligne, Bruxelles, 1982
Scénario : Jan Bucquoy - Dessin : Jacques Santi - Couleurs : quadrichromie

#### Alain Moreau
- 1. Retour au pays noir[25],[26], Deligne, coll. « Une aventure fantastique », Bruxelles, 1982
Scénario : Jan Bucquoy - Dessin et couleurs : Marc Hernu,Réédition Alpen Publishers, coll. « Raspoutine », 1988,  (ISBN 2-88302-003-5)
- 2. La Nuit du bouc[25],[27], Rijperman, Amsterdam, janvier 1984
Scénario : Jan Bucquoy - Dessin et couleurs : Marc Hernu -  (ISBN 90-671-7015-1)
- 3. Détective, Ansaldi, février 1984
Scénario : Jan Bucquoy - Dessin et couleurs : Marc Hernu -  (ISBN 2-87137-001-X)
- 4. L'Amante religieuse, Ansaldi, octobre 1985
Scénario : Jan Bucquoy - Dessin et couleurs : Marc Hernu -  (ISBN 2-87137-007-9)
- 5. Berlin, Ansaldi, juin 1987
Scénario : Jan Bucquoy - Dessin et couleurs : Marc Hernu,Accompagné d'un carnet de croquis et de photos préparatoires à l'album et tiré à 500 ex. numérotés et signés.

#### Chroniques de fin de siècle
- 1. Autonomes, Ansaldi, 1985
Scénario : Jan Bucquoy - Dessin et couleurs : Jacques Santi -  (ISBN 2-87137-006-0)
- 2. Mourir à Creys-Malville, Ansaldi, août 1986
Scénario : Jan Bucquoy - Dessin et couleurs : Jacques Santi -  (ISBN 2-87137-012-5)
- 3. Chooz[31], Alpen Publishers, coll. « Raspoutine », 1988
Scénario : Jan Bucquoy - Dessin : Jacques Santi - Couleurs : quadrichromie -  (ISBN 2-88302-000-0)

#### Jean-Pierre Leureux
- 1. Brèves rencontres, Glénat, Grenoble, février 1987
Scénario : Jan Bucquoy - Dessin et couleurs : Marc Hernu -  (ISBN 2-7234-0773-X)

## Carrière politique
Il a été proche de quatre partis politiques : BANAAN (nl) (Beter Alternatieven Nastreven Als Apathisch Nietsdoen), son pendant francophone BANANE(Bien Allumés, Nous Allons Nous Éclater), Vivant et Spirit.
Aux élections législatives belges du 13 juin 2010, il est candidat sur la liste du Front des gauches.

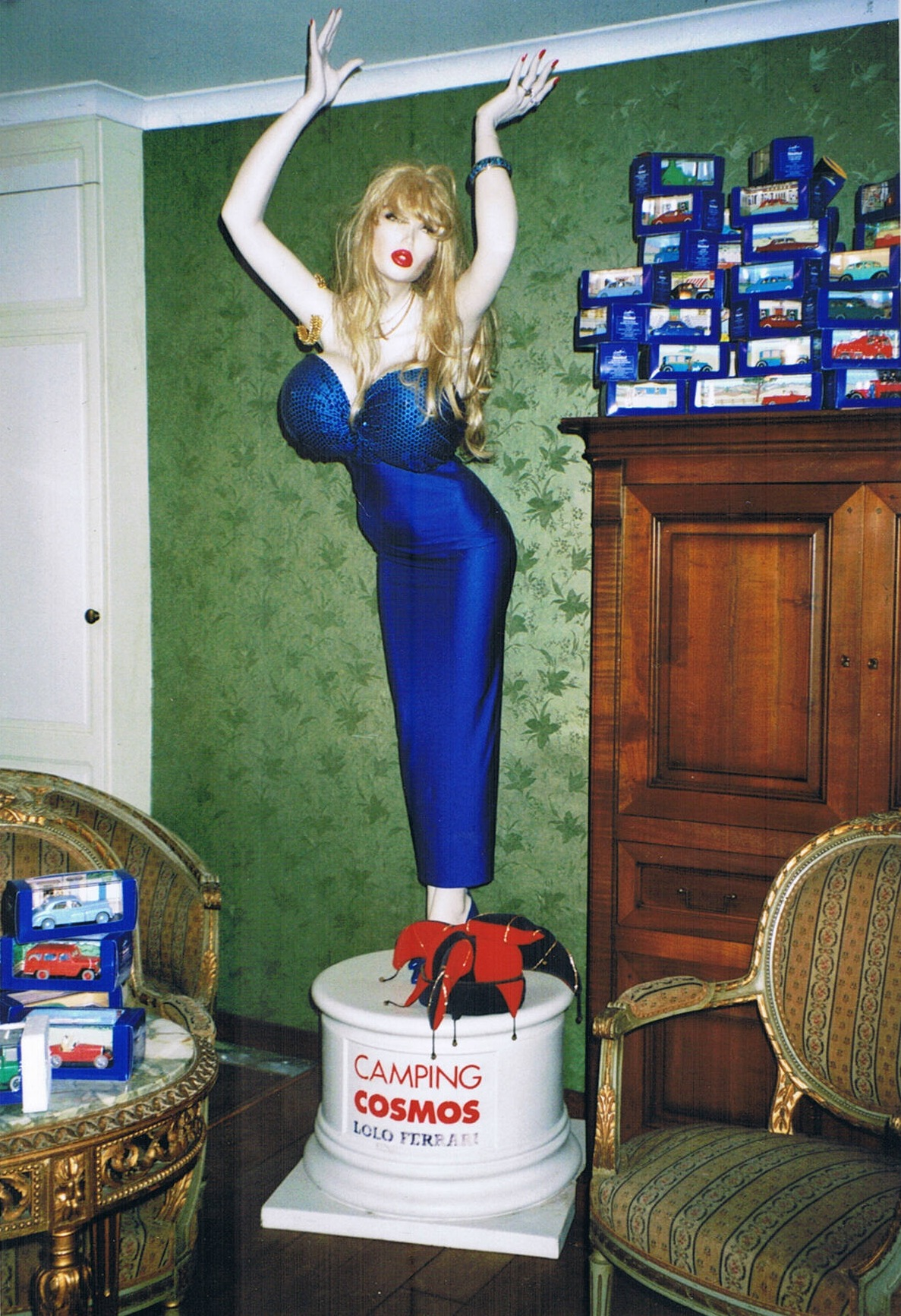
Poupée grandeur naturelle de Lolo Ferrari dans le bureau du producteur. Dix de ces poupées étaient à l'entrée des salles de cinéma lors des projections du film Camping Cosmos en 1996.

## Carrière au cinéma

### Filmographie

#### Réalisateur
- 1994 : La Vie sexuelle des Belges 1950-78[33].
- 1996 : Camping Cosmos[34] (La Vie sexuelle des Belges, 2e partie).
- 1997 : Crème et Châtiment ou L'Entartement de Toscan du Plantier au festival de Cannes 1996[35]
- 1998 : Fermeture de l'usine Renault à Vilvoorde (La Vie sexuelle des Belges, 3e partie).
- 2000 : La Jouissance des hystériques[36] (La Vie sexuelle des Belges, 4e partie).
- 2000 : Vrijdag Visdag[37] (La Vie sexuelle des Belges, 5e partie).
- 2002 : La Vie politique des Belges[38].
- 2003 : La Société du spectacle et ses commentaires (La Vie sexuelle des Belges, 6e partie).
- 2005 : Les Vacances de Noël[39].
- 2009 : L’Art du couple (Part I)[40],[41]
- 2021 : La Dernière Tentation des Belges[42]

#### Acteur
- 1984: Cinématon, de Gérard Courant
- 1994 : La Vie sexuelle des Belges 1950-78 - Andréas, poète dada.
- 1996 : Camping Cosmos - Zbigniew Cybulski.
- 1998 : Fermeture de l'usine Renault à Vilvoorde[43] - Lui-même.
- 1998 : Cinématon #1921 de Gérard Courant - Lui-même.
- 2000 : La Jouissance des hystériques - Jan Bucquoy.
- 2002 : La Vie politique des Belges.
- 2003 : Aaltra[44], de Gustave Kervern et Benoît Delépine - L'amant.
- 2005 : Les Vacances de Noël - Jan.
- 2009 : Les Barons, de Nabil Ben Yadir - L'artiste du cabaret.

### Contenu
Ces films partent souvent d'un sujet politique entraînant les protagonistes dans des situations burlesques, la vie sexuelle étant une métonymie pour la vie sentimentale.
Influencé par le Traité de savoir-vivre à l'usage des jeunes générations de Raoul Vaneigem et de La Société du spectacle de Guy Debord, il considère le monde des médias comme un spectacle continuel qui est transformé en marchandise par le capitalisme. Ceci explique en partie ses manifestations orageuses à la télévision.

### Psychanalyse et surréalisme
Son approche de la psychanalyse de certains personnages comme Lolo Ferrari et Tintin est due à sa lecture des Écrits de Jacques Lacan pour lequel il a une grande admiration. Son titre du film La Jouissance des hystériques avec Claude Semal est tiré de l'ouvrage La Jouissance de l'hystérique de Lucien Israël, un des nombreux élèves de Lacan. Jan Bucquoy était considéré par le surréaliste belge Marcel Mariën (L'Imitation du cinéma) comme étant son unique adepte.
L'auteur a aussi été influencé par le livre de Desmond Morris : Le Singe nu et ceci dans son approche animale de la sexualité humaine et la comparaison des hommes avec des singes.

## Carrière de provocateur et d'artiste

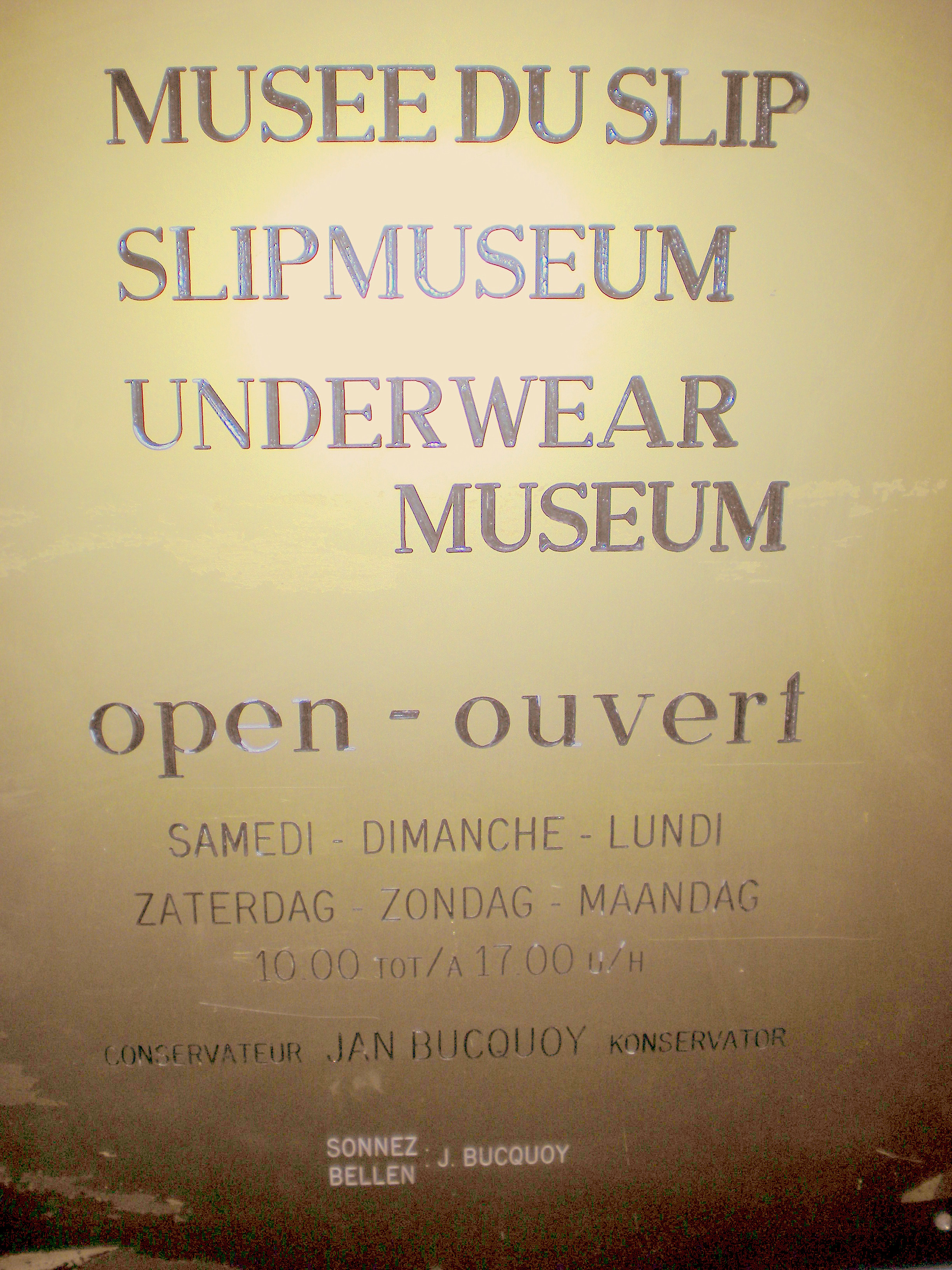
Pancarte du Musée du slip dans sa version de 1990.

Déjà dans sa jeunesse, il avait participé à une révolte ouvrière dans les usines Usinor à Dunkerque et plus tard il aurait été participant de la fameuse Radio Uilenspiegel qui défendait la cause des Flamands dans le Nord.
Outre les films réalisés ou dans lesquels il a joué, Jan Bucquoy est connu pour une série d'extravagances et de manifestations anarchistes. Dont :
- création d'un musée de la femme et d'un Musée du slip, 1030 Bruxelles dont il était le conservateur (1990). Le musée du Slip a été recréé en 2009[52],[53] ;
- il a créé en 1990 le magazine satirique Belge, (30000 exemplaires) ;
- il brûle une toile de René Magritte (1991)[54] ;
- il recouvre folkloriquement d'un vulgaire slip son Altesse Royale, le tout encadré et sous verre[55] ;
- Il n'hésite pas à participer aux entartements de figures politiques et des médias (par exemple : Daniel Toscan du Plantier) à la demande de son complice Noël Godin[56] ;
- décapitation du buste du roi Baudouin de Belgique sur la Grand-Place de Bruxelles (1992)[57],[58] ;

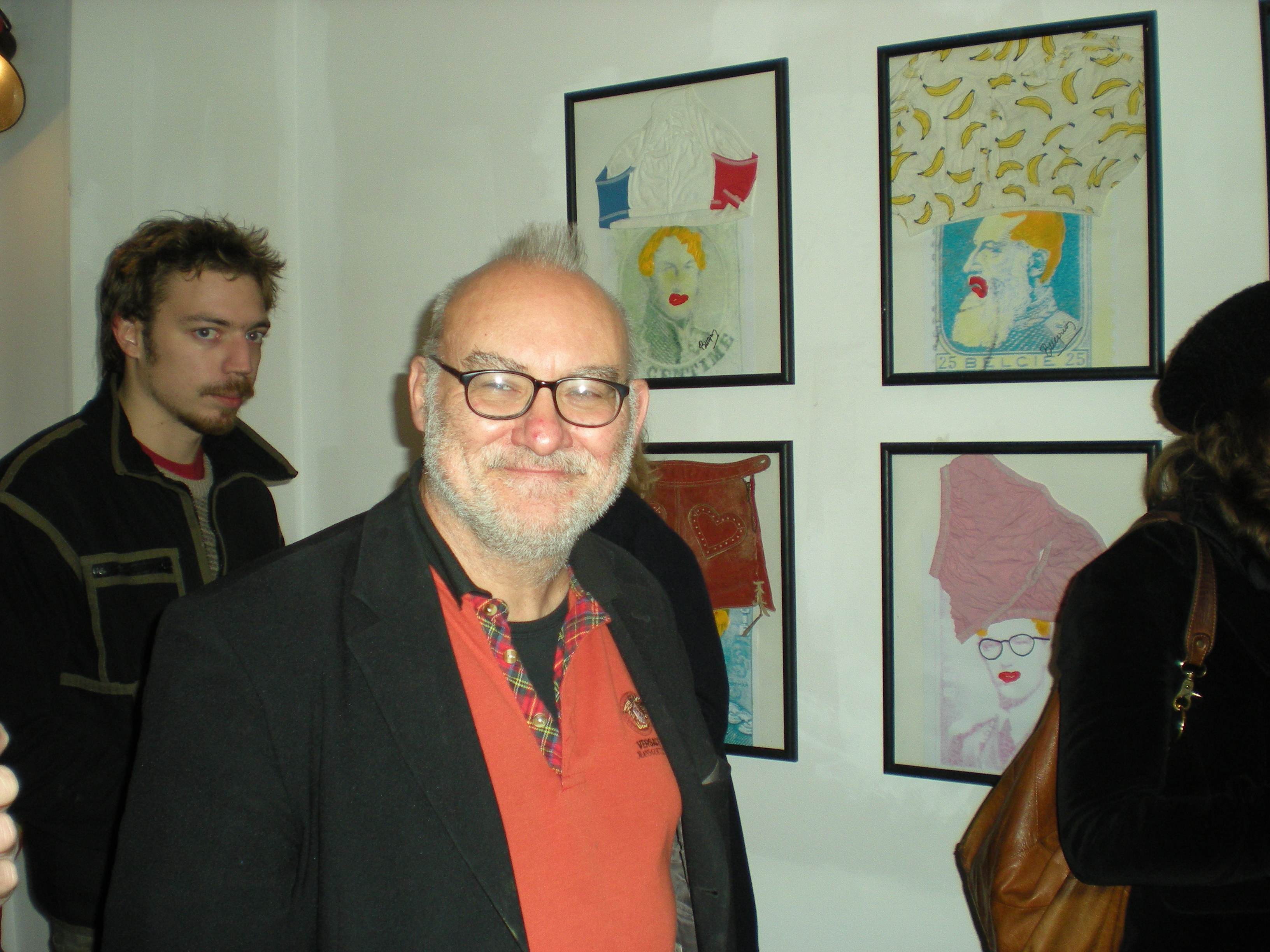
Jan Bucquoy lors de son exposition dans la galerie Manaart, décembre 2008.

- première tentative de coup d'État le 21 mai 2005, annoncée depuis plusieurs années : manifestation et arrestation à la sortie de la place Royale, bordure de la « zone neutre », qu'il a réussi à traverser après négociation, alors qu'il lance, seul, l'assaut contre les forces de l'ordre, brandissant un drapeau anarchiste de son cru (fruit rouge et banane sur fond noir), pendant que Noël Godin chante l'hymne : Amusons-nous / Faisons les fous / La vie est si courte après tout / Ouh-ouh[59],[60] ;
- deuxième tentative de coup d'État le 21 mai 2006, arrestation par deux policiers dans la zone neutre autour du parlement[61] ;
- troisième tentative de coup d'État le 21 mai 2007, parvient après discussion avec un monsieur en cravate à pénétrer avec son complice à l'intérieur du palais royal. Sort discrètement par l'arrière toujours avec son compagnon sous les seuls regards de gens assermentés et d'un cycliste en chaussures noir-jaune-rouge, pantalon de treillis vert kaki, braguette ouverte, slip jaune, sachets en plastique bleu-blanc-rouge, pull jaune en coton de la 3e batterie de cuisine du 61e RA dont la devise est Sursum Corda (Élevons les cœurs), perruque-bonnet rasta ;
- quatrième tentative de coup d'État le 21 mai 2008, de nouveau un très bel échec, la partie n'est pas terminée[62].

## Carrière d'écrivain
- Jan Bucquoy a débuté comme romancier en 1976 avec Elles vivent sous terre et ne sortent que la nuit. - Textes - éd. Oswald, Paris.
- La Disparue du port d'Anvers, 1979, éditions MDM, Paris.
- Il a repris sa carrière d'écrivain avec un récit autobiographique dont le titre du livre est significatif : La Vie est belge
  - La Vie est belge : le paradis, là, maintenant, tout de suite !, Paris, Michalon, 2007, 189 p., ill. ; 21 cm (ISBN 9782841864027 et 2841864022, OCLC 470881913) La Belgique et moi, nous sommes un couple, même si on nique qu'une fois par an[63].

## Réception de son œuvre

### Critiques de la presse francophone
Jan Bucquoy fait l'objet de nombreuses critiques dans la presse francophone, certaines saluant son intelligence, d'autres regrettant la grossièreté ou la lourdeur du propos :
- « Bucquoy, enfant des Provos et de Mai 68, éternellement caca-boudin, éperdument en quête de martyre médiatique, animateur de théâtre expérimental, poète à ses heures, affreux jojo de l'écriture, à l'occasion show-man extravagant, bouillonnant de projets de livres et de films, antiroyaliste à crever, iconoclaste sardonique et bon enfant, véritable histoire belge ambulante. Lui, l'anarcho jusqu'à la moelle, qui finit ainsi ses poèmes : C'est pourquoi/Je préfère le noir/Au rouge/Même si je fais semblant/De choisir »[64].
- « Bucquoy est un pénible bouffon, son art se résume à faire l'apologie du mauvais goût. » Juan Miralles dans La Dernière Heure.
- « Il est sans doute difficile, sinon impossible, de dénicher aujourd'hui un personnage public aussi vulgaire, aussi bête, aussi creux que Jan Bucquoy. » A.P. dans La Libre Belgique.
- « Ce barbu est une teigne. Ses dialogues sont aiguisés comme un merlin neuf et son humour est glacial. Mais quel plaisir. » Fr. Cérésa dans Le Nouvel Observateur.
- « Grossier et laid ! » Juan Miralles dans La Dernière Heure.
- « Intelligent pervers. » Jacques De Decker dans Le Soir.
- « Intelligent, cultivé. » Anne Verdonckt dans L'Instant.
- « Jan Bucquoy continue son œuvre. Soulever le couvercle pour que tout le monde respire. » André Kamp dans Le Vif/L'Express.
- Un article du magazine Généreux suggère que les provocations sont une forme d'autodérision de Jan Bucquoy qui tourne souvent à l'autodestruction de sa carrière (par exemple, comme auteur de bande dessinée La Vie sexuelle de Tintin)[65].
- « Provocateur, bouffon du roi, cinéaste, artiste, conservateur du Musée du slip, Jan Bucquoy est à la Belgique iconoclaste ce que Philippe et Mathilde sont à la monarchie : un monument[6] ! » Nicolas Crousse dans Le Soir du 22 janvier 2022.

### Critiques de la presse flamande et anglophone
Ces presses sont plus ouvertes à son œuvre : 
- « Brillant », Paul Montgomery, dans The New York Times.
- « Provocateur professionnel », Jan Temmerman, dans De Morgen.
- « Un nombriliste universel », A. Stockman dans le magazine flamand Humo.

## Audiovisuel

### Télévision
- Jan Bucquoy et le Dolle Mol, Radio-télévision belge de la Communauté française, Sonuma, 11 novembre 2007.
- [vidéo] « Jan Bucquoy goes to Shanghai », sur YouTube. Diffusion le 21 septembre 2016 sur Canvas.

## Distinctions
- 1981 :  prix Oscar Désiré Vandemuyzewinkel pour Le Bal du rat mort ;
- 1984 :  prix du meilleur scénario décerné par la Chambre belge des experts en bande dessinée[66] pour le tome 2 d'Alain Moreau ;
- 1994 :  prix André-Cavens (Union de la critique de cinéma) du meilleur film belge de l'année pour La Vie sexuelle des Belges 1950-78[67] ;
- 1996 :  Grand Prix du Festival de Cinéma d'Ourense[67] pour Camping Cosmos ;
- 2001 :  digital award au Festival international du film de Jeonju[67] pour La Jouissance des hystériques.

#### Livres
: document utilisé comme source pour la rédaction de cet article.
- Philippe Dubois et Edouard Arnoldy : Ça tourne depuis cent ans : une histoire du cinéma francophone de Belgique, Bruxelles, Communauté française de Belgique, Wallonie-Bruxelles, 1995, p. 134 (OCLC 716402677).
- Sojcher, Frédéric, La Kermesse héroïque du cinéma belge, Paris, L'Harmattan, 1999, vol. III, p. 125-131.
- Paul Thomas, Un siècle de cinéma belge, Quaregnon, Quorum, 1996, p. 273-274  (ISBN 2930014628).
- Patrick Gaumer et Claude Moliterni, « Bucquoy Jan », dans Dictionnaire mondial de la bande dessinée, Paris, Larousse-Bordas, 1998, 880 p., ill. ; 29 cm (ISBN 978-2-0352-3520-6 et 2-0352-3520-0, OCLC 270725728), p. 123-124.
- Thys, Marianne, Belgian cinema/Cinéma Belge, Gand, Ludion/Flammarion, 1999, p. 135 et 252.
- Tular, J., Dictionnaire du cinéma. Les Réalisateurs, Paris, éditions R. Captour, 1999, p. 136.
- Jean Pirotte (dir.) et Luc Courtois, Du régional à l'universel. : L'imaginaire wallon dans la bande dessinée., Louvain-la-Neuve, Fondation wallonne Pierre-Marie et Jean-François Humblet, 1999, 310 p. (ISBN 978-2-9600072-3-7 et 2960007239, OCLC 1075833932), p. 208 lire sur Google Livres
- Jacques Fiérain, « Bucquoy, Jan », dans La BD à Bruxelles et en Brabant, Charleroi, Éd. l'Âge d'or, avril 2003, 144 p., ill. ; 31 cm (ISBN 9782960119664 et 2960119665, OCLC 470388171, présentation en ligne), p. 17. .
- Henri Filippini, « Bucquoy, Jan », dans Dictionnaire de la bande dessinée, Paris, Bordas, 2005, 912 p., ill. ; 27 cm (ISBN 9782047299708 et 2047299705, OCLC 1009545288, présentation en ligne), p. 716.

#### Périodiques
- (nl) Francis De Smet, Het Bal du Rat mort, Ostende, revue folklorique De Plate, numéro de juin 2010 entièrement consacré à l'article sur la bande dessinée Le Bal du rat mort.

#### Articles
- Philippe Deprez, « Crème et Châtiment de Jan Bucquoy », Cinergie,‎ 1er mars 1999 (lire en ligne, consulté le 1er mars 2024)
- Luc Honorez et Alain Dewez, « Bucquoy et la jouissance des hystériques Le cinéaste belge continue sa quête de la bizarre âme belge dans sa série sur la vie sexuelle », Le Soir,‎ 23 août 2020 (lire en ligne , consulté le 7 juillet 2024).
- Nicolas Crousse, « Les Racines élémentaires de Jan Bucquoy : « Ma mère s’inquiétait. Elle me disait : toi, tu es incontrôlable, tu vas finir en prison... » », Le Soir,‎ 22 janvier 2022 (lire en ligne , consulté le 12 avril 2023).